# 서울 봉원사 아미타괘불도
서울 봉원사 아미타괘불도는 서울특별시 서대문구 봉원동, 봉원사에 있는 조선시대의 불화이다. 2014년 7월 3일 서울특별시의 유형문화재 제363호로 지정되었다.

## 지정 사유
1901년에 경운궁에 살던 고종태황제 後宮 淳嬪邸下인 엄비가 돌아가신 부모와 외가 조상 등의 극락왕생을 발원, 시주하여 봉원사에 이 괘불도를 봉안하였다는 역사적인 의미가 돋보이는 점, 아미타불ㆍ관음보살ㆍ대세지보살의 아미타삼존 아래 권속인 가섭ㆍ아난, 사자를 탄 문수동자ㆍ코끼리를 탄 보현동자의 배치는 19세기 전통을 계승한 20세기 초기 아미타괘불도로 높이 평가할 만한 점, 화승인 덕월당 應崙과 청암당 雲照는 1895년 불암사 괘불도, 범화당 潤益은 1862년 청계사 괘불도의 조성에 참여한 바, 12명의 숙련된 화승이 공동 제작한 이 왕실 발원 아미타괘불도는 각 세부묘사 등이 당시 불화와 비교하여 정교한 편으로 서울시 유형문화재로 지정하여 보호함이 타당하다고 판단됨.

## 조사보고서
이 괘불도는 아미타불ㆍ관음보살ㆍ대세지보살의 아미타삼존을 화면 가득 묘사하고, 이 아래 가섭존자ㆍ아난존자, 하단에 사자를 탄 문수동자와 코끼리를 탄 보현동자를 배치하였다. 이와 같은 도상은 서울시 비로자나삼신불괘불도(1832, 흥천사) 및 석가모니괘불도(1886, 봉은사) 등과 동일한 도상을 공유하면서 상단 부분만 아미타삼존으로 바꾼 것으로, 유사한 예로 봉국사 괘불도(1892년 유형문화재 제113호), 지장사 괘불도(1901년 유형문화재 제113호), 연화사 괘불도(1901년 유형문화재 제342호), 고양 흥국사 괘불도(1902년 경기도 유형문화재 제189호)를 들 수 있다.
이와 같이 동일한 도상(佛ㆍ가섭ㆍ아난ㆍ관음보살좌상ㆍ사천왕)을 공유하면서 상단 부분의 주존불만 바꾼 서울 개운사 괘불도(1879)를 화본으로 삼은 내원암 괘불도(1885), 화계사 괘불도(1904)로 미루어 19세기 서울, 경기지역에 위와 같은 수법이 대두하여 성행한 것으로 보인다.
오른손을 아래로 내리고 왼손은 엄지와 중지를 맞댄 아미타불을 주존으로 한 이 괘불도는 서울, 경기도 일대에서 활동했던 저명한 수화승 한봉당응작 등 12명의 화승이 제작에 참여했다.
이 불화는 1901년에 경운궁에 살던 고종태황제 後宮 淳嬪邸下인 엄비가 돌아가신 부모와 외가 조상 등의 극락왕생을 발원, 시주하여 봉원사에 이 괘불도를 봉안하였다는 역사적인 의미가 돋보이는 점, 아미타불ㆍ관음보살ㆍ대세지보살의 아미타삼존 아래 권속인 가섭ㆍ아난, 사자를 탄 문수동자ㆍ코끼리를 탄 보현동자의 배치는 19세기 전통을 계승한 20세기 초기 아미타괘불도로 높이 평가할 만한 점, 화승인 덕월당應崙과 청암당雲照는 1895년 불암사 괘불도, 범화당潤益은 1862년 청계사 괘불도의 조성에 참여한 바, 12명의 숙련된 화승이 공동 제작한 이 왕실발원 아미타괘불도는 각 세부묘사 등이 당시 불화와 비교하여 정교한 편으로 서울시 유형문화재로 지정하여 보호함이 타당하다고 판단된다.

## 봉원사 괘불도 畵記

### 오른쪽 화기
緣化秩
皇城外西嶺三角山奉元寺居住
水月道場空花佛事結緣齋
證明比丘 隱菴堂奎應
比丘 芝月堂光冾
比丘 廣濟堂脫悔
誦呪比丘 圓應堂性河
比丘 善行
持殿比丘 寶潭堂宗彦
比丘 西菴堂錫俊
金魚片手比丘 韓峰堂應作
比丘 秋山堂天性
比丘 德月堂應崘
比丘 錦華堂機烱
比丘 明應堂幻鑑
比丘 普庵堂亘法
比丘 梵華堂潤益
比丘 錦雲堂正機
比丘 淸庵堂雲照
比丘 在謙
比丘 琓玩
比丘 聖柱
立繩比丘 震虛堂慧權
供司比丘 應悟
沙彌 昌芸
鍾頭比丘 奉喜
比丘 普心
比丘 德察
別供比丘 綝惺堂春心
比丘 仁圎
都監 兩潭堂應夏
別座 慧月堂圓照
化主 金潭堂大蓮
火臺 李順謙
淨桶 李在俊
來往 嚴學仁
主丈 釋雲菴正燮
三綱 公貟 釋慧月圓照
首僧 漢雲
大韓國光武五年辛丑三月 日
奉安于

### 중앙 화기
施主秩
皇城內西署皇華坊景運宮程居住
淳嬪邸下甲寅生嚴氏大蓮花 伏爲
亾父壬申生寧越嚴氏 兩位亾母甲申生密陽朴氏亾外祖父庚戌生密陽朴氏 兩位亾外祖母戊申生玄風郭氏亾外曾祖父 密陽朴氏 兩位亾外曾祖母己丑生金海金氏
引勸都化主
尙宮淸信女乙未生金氏大起心 保體
願以此功德 普及於一切
我等與衆生 當生極樂國
同見無量壽 皆共成佛道
之大願

### 왼쪽 화기
施主記
乾命庚戌生李海鵬 伏爲
奉父庚辰生李氏 保體
亾母己丑生密陽朴氏 靈駕
以此功德往生極樂世界上品上生
之大願

## 참고 자료
- 서울 봉원사 아미타괘불도 - 국가유산청 국가유산포털